# Акерман, Эйных
Э́йных А́керман (также Генех или Гених Аккерман, идиш העניך אַקערמאַן‎‎;
6 октября 1901, Малинцы, Хотинский уезд, Бессарабская губерния — 8 сентября 1970, Нью-Йорк) — еврейский поэт и журналист. Писал на идише.

## Биография
Учился в уездном городке Хотин. Дебютировал стихами в кишинёвской газете «Дэр Моргн» (Утро) в 1919 году, а в следующем, 1920 году, переехал в Америку, где продолжил публиковать поэзию в многочисленных периодических изданиях страны, в том числе «Фэдэр» (Перья), «Уфганг» (Восход), «Гройсэр Кундэс» (Большой проказник), «Гэрэхтикайт» (Правота), «Амэриканэр» (Американец), «Фрайэ Арбэтэр Штимэ» (Свободный рабочий голос) и «Киндэр-Журнал» (Детский журнал).
Совместно с Зеликом Дорфманом и Мойше Штаркманом выпустил в 1932 году в Нью-Йорке поэтический сборник «Рэфлэксн». В том же году стал постоянным сотрудником нью-йоркской газеты «Форвертс» (Вперёд), где вёл воскресную рубрику «Штойгндикэ гэшихтэс фун эмэсн лэбм» (Невероятные истории из настоящей жизни), иногда под псевдонимом «А Мо́лынэцэр», то есть — Малинецкий.
С 1934 года работал в нью-йоркской газете «Тог» (День), где вёл аналогичную рубрику. В 1962 году выпустил в Тель-Авиве автобиографическую книгу «Х’бин кейнмол ништ авэк фун дэр hэйм» (Я никогда не покидал дома) о детских годах в Бессарабии. Умер в Нью-Йорке в 1970 году. Еврейские народные сказки в пересказе Акермана вошли в «Антологию литературы на идише» (Anthology of the Yiddish Literature, том 1, Нью-Йорк), вышедшую в 1981 году.

## Книги
- לידער און פּראָזע (Лидэр ун прозэ — стихи и проза). Черновицы, 1920.
- רעפֿלעקסן (Рэфлэксн — Рефлексии). Нью-Йорк, 1932.
- כ'בין קײנמאָל נישט אַװעק פֿון דער הײם (Х’бин кэйнмол ништ авэк фун дэр hэйм — Я никогда не покидал дома), И. Л. Перец Фарлаг: Тель-Авив, 1962 (фронтиспис и дарственная надпись каларашскому коллекционеру Йосефу Фиштейну).